# (36680) 2000 RK1
2000 RK1 (asteroide 36680) é um asteroide da cintura principal. Possui uma excentricidade de 0.16783520 e uma inclinação de 4.88676º.
Este asteroide foi descoberto no dia 1 de setembro de 2000 por LINEAR em Socorro.